# Schönbrunn (Ebelsbach)
Schönbrunn ist ein Gemeindeteil der Gemeinde Ebelsbach im unterfränkischen Landkreis Haßberge in Bayern.

## Geographie
Das Dorf befindet sich im südlichen Naturpark Haßberge in einer Talsenke. Der Kulmbach durchfließt den Ort und mündet westlich in den Ebelsbach. Die Kreisstraße HAS 22 von Rudendorf zur Staatsstraße 2274 führt durch Schönbrunn.

## Geschichte
Schönbrunn geht wohl auf eine Siedlung der Franken im 7. oder 8. Jahrhundert zurück. Nach einer Überlieferung des späten 16. Jahrhunderts soll im Jahr 741 Graf Gumbert die Siedlung dem Bischof von Würzburg vermacht haben. Die urkundliche Erstnennung als „Sconenbrunnen“ war 1125. 1317 besaß Wolfram von Glizzenberg den Zehnt dreier Höfe in Schönbrunn. Dorfherr mit 18 Untertanen war im Jahr 1518 Fuchs auf der Wallburg. 1596 hatte Schönbrunn 36 Herdstellen und befand sich im Besitz der Herren von Lichtenstein. Um 1800 war Schönbrunn ein Ganerbendorf. Die von Lichtenstein hatten 42 Untertane, die Groß von Trockau 4 und das Hochstift Würzburg 7. Gerichtlich gehörte der Ort zur Zent Eltmann. Anfang des 19. Jahrhunderts erwarben die von Rotenhan zu Untermerzbach den Lichtensteiner Anteil. Danach kamen die Güter in den Besitz der ortsansässigen Bauern.
Schönbrunn gehörte anfangs zur Pfarrei Eltmann. 1390 folgte die Umpfarrung in die neu gegründete Pfarrei Stettfeld. Die Reformation wurde 1563 eingeführt. Die Gottesdienste fanden in Gleisenau, zeitweise auch in Rudendorf, statt. Für Taufen, Trauungen und Beerdigungen war bis 1819 der katholische Pfarrer in Stettfeld zuständig.
1862 wurde die Ruralgemeinde Schönbrunn in das neu geschaffene bayerische Bezirksamt Haßfurt und Landgericht Eltmann eingegliedert. Schönbrunn zählte im Jahr 1871 46 Wohngebäude und 253 Einwohner, von denen 53 Katholiken und 200 Protestanten waren. 1900 hatte die 532,76 Hektar große Gemeinde 254 Einwohner und 45 Wohngebäude. Die katholischen Einwohner gehörten zur 3,5 Kilometer entfernten Pfarrei Stettfeld. Die evangelischen Einwohner gehörten seit 1808 zur Pfarrei im 3,0 Kilometer entfernten Gleisenau, die Bekenntnisschule befand sich im Ort. 1925 lebten in Schönbrunn 243 Personen, davon 43 Katholiken und 200 Protestanten, in 41 Wohngebäuden.
1950 hatte das Dorf 321 Einwohner und 40 Wohngebäude. Die Ortsverbindungsstraße von Gleisenau über Schönbrunn nach Rudendorf wurde in den Jahren 1959 und 1964 ausgebaut und geteert.1970 waren es 190 und 1987 163 Einwohner sowie 45 Wohngebäude mit 48 Wohnungen.
Schönbrunn gehört seit dem 1. Juli 1971 zur Gemeinde Ebelsbach. 1974/1975 wurde ein Gemeinschaftshaus errichtet. 2010 wurde das Dorf Kreissieger im Bundeswettbewerb „Unser Dorf soll schöner werden, unser Dorf hat Zukunft“.